# Il tuo bacio è come un rock
«Il tuo bacio è come un rock» («Твій поцілунок як рок») — пісня та сингл італійського співака та кіноактора Адріано Челентано 1959 року. Пісня вважається класичним хітом співака.

## Історія
«Il tuo bacio è come un rock», пісня, з якою Адріано Челентано виграв на Адріатичному фестивалі легкої музики в Анконі 13 липня 1959 року, текст до неї написали П'єро Вівареллі і Лучо Фульчі, а аранжування створив Еціо Леоні. Вівареллі, який спочатку написав пісню під назвою «Torna a Capri mon amour», передав половину прав на неї Фульчі в обмін на 50 відсотків прав на пісні співачки Вери Непі. Виконана у стилі рок-н-рол, «Il tuo bacio è come un rock» вважається класичним хітом Челентано. Пісня завдяки чистому випадку здолала цілу купу перешкод, перед тим як потрапити на фестиваль, адже спершу вона була виключена з програми його головою Джанні Ферріо, який назвав її «квадратною». Згідно «Словника італійської пісні», Вівареллі адаптував метрику пісні, спочатку названої «Torna a Capri mon amour», щоб Челентано міг виконувати якомога більше своїх «пружинних» рухів під час її виконання.
У записі пісні брав гурт Челентано «Rock Boys». Це остання пісня Челентано, де на ритм-гітарі грав Джорджо Ґабер, який після цього вирішив залишити «Rock Boys» й присвятити себе сольній кар'єрі та участі у парі з Енцо Янначчі у складі дуету «I Due Corsari». Приклад Ґабера наслідували й інші учасники «Rock Boys» — барабанщик Флавіо Каррарезі й два брати Ратті, які теж залишили гурт й вирішили себе присвятити сольній джазовій кар'єрі. Але Каррарезі, окрім цього, у 1960-ті проявив себе ще як співак, а трохи пізніше і як автор пісень до японських мультфільмів.

## Комерційний успіх
Пісня мала великий успіх не лише на фестивалі, але й у чартах, сингл з нею, який за перший тиждень розійшовся накладом 300 000 копій, очолював італійський чарт протягом сезону 1959/60 років (згідно з даними журналу «Музика та звіти» за 1959 рік).

## Оцінки
Відомий італійський музичний критик Маріо Лудзатто Фегіз писав в «Корр'єре делла Сера», що пісня «Il tuo bacio è come un rock» являє собою «шок, напругу, вибух. Ці 60 неймовірних секунд в стилі коміксу з такими словами, як „нокаут“, „шок“, „свінг“, „ринг“». Хоча сингл з піснею мав великий успіх, але багато критиків запевняли, що Челентано набагато цікавіше дивитися, ніж слухати.
| «Повним ходом іде один з численних пісенних заходів нашої гідної подиву країни. Вальтер Гуертлер, який переконав непокірного Адріано взяти в ньому участь, чекає на тремтіння за завісою і передбачає вибух на сцені. Телебачення транслює шоу наживо. Адріано, який прибув у місто на своїй Alfa Romeo Giulietta з купою друзів, абсолютно спокійний. О 22:50 понад десять мільйонів телеглядачів будуть охоплені нестримним захватом від цього молодого, невгамовного хлопця, який виконуватиме на гітарі „Il tuo bacio è come un rock“. Адріано здобуває повну перемогу на фестивалі й одержує також і друге місце. Трохи згодом з люб'язною сміливістю тріумфатора він заявляє, що коли б він міг заспівати три пісні, а не дві, то одержав би і третє місце. (...) За один тиждень пісня „Il tuo bacio è come un rock“ сягнула 300 000 копій. З міланського явища, молодий хлопець перетворився на явище національне, його обличчя ласкавої горили раптово проникло у бари й ресторани всього півострова, його ім'я стало відомим. Після цього доленосного 13 серпня Адріано одержує по п'ятсот листів щодня, з часом їх буде більше. Наприкінці 1959 року Федеріко Фелліні запросив його як виконавця до свого фільму „Солодке життя“» — італійський журналіст Умберто Сімонетта про участь Челентано з піснею «Il tuo bacio è come un rock» на фестивалі в Анконі, 1959 рік[4] |

## Треклист (сингл)
Сторона «А»
| #  | Назва                                                | Автор                                    | Тривалість |
| -- | ---------------------------------------------------- | ---------------------------------------- | ---------- |
| 1. | «I Ragazzi Del Juke-Box» (Хлопці і музичний автомат) | Енцо Бонагура, Уго Пірро, Ерос Скіоріллі | 1:15       |

Сторона «Б»
| #  | Назва                                                 | Автор                                    | Тривалість |
| -- | ----------------------------------------------------- | ---------------------------------------- | ---------- |
| 1. | «Il tuo bacio è come un rock» (Твій поцілунок як рок) | П'єро Вівареллі, Лучо Фульчі, Еціо Леоні | 1:59       |

## Сингл
1959 року «Il tuo bacio è come un rock» виходила як «Б»-сторона синглу з піснею «I ragazzi del juke-box» («Хлопці і музичний автомат»). Сингл випускався на 7-дюймових LP (45 обертів (маркування J 20064)) в Італії лейблом Вальтера Гуертлера «Jolly». Окрім цього, вийшов однойменний фільм «Хлопці і музичний автомат» того ж року за участю Челентано.

## Виконання
Пісня виконувалася Челентано у різних заходах, зокрема на телепередачах «Buone Vacanze», «Il Musichiere» та «Costellazione» 1959 року, «Svalutation» (1992) і «Francamente me ne infischio» (1999) . Окрім цього пісня виконувалася й акторкою Сільвою Кошиною у фільмі «Поліцейський» (1960).

## Використання
Надалі пісня увійшла до першого студійного альбому Челентано «Adriano Celentano con Giulio Libano e la sua orchestra» 1960 року і потрапила до більшості збірок співака, зокрема: «La Storia Di Un Ragazzo Chiamato Adriano Celentano» (1973), «Antologia (1957—1980)» (1979), «Celentano Hit Parade — Le Volte Che Adriano È Stato Primo» (1983), «Antologia 1957—1987» (1987), «Super Best» (1992), «Le Origini Di Adriano Celentano» (1997), «Questa E' la Storia di Uno di Noi» (1999), «Unicamente Celentano» (2006).